# Zolta de Hungría
Zolta o también Solt, Zsolt o Zoltán (896-949) fue el hijo más joven del príncipe húngaro Árpad. Según las crónicas, para cuando falleció Árpad los hermanos mayores de Zolta habían muerto en guerras, siendo él el único sobreviviente para ascender al trono. El joven Zolta fue puesto bajo la tutoría de los jefes húngaros Botond, Lehel y Bulcsú, famosos guerreros. Esta situación favoreció el que otros jefes húngaros locales adquirieran mayor poder y autonomía, especialmente Bulcsú, por lo que la figura del príncipe quedó relegada y perdió importancia.

## Biografía
Al cumplir la edad apropiada, Zolta fue el sucesor de Árpad, pero nunca pudo reunificar totalmente el poder de la figura del Príncipe sobre las tribus húngaras dispersas. Se sabe que el único hijo conocido de Zolta fue el siguiente sucesor en el trono: Taksony. Sin embargo, éste no pudo seguir ocupando el trono en 947, y según la tradición húngara este título pasó por un tiempo a otro miembro de mayor edad de la familia, Falicsi.
Posteriormente se ha estimado en el siglo XX que quien sucedería a Árpad habría sido Szabolcs, otro jefe húngaro, el cual probablemente ejerció el poder en nombre del joven. Las opiniones no son concluyentes y existen ambas teorías.
Durante este periodo, los húngaros avanzaron por toda Europa, peleando en distintos puntos, como las batallas de Eisenach (908), Lechfeld (910), Puchen (919), río Eno (913), Merseburgo (933), y el asedio de Lérida (942).

## El nombre en la actualidad
El nombre Zoltán y su variación Zsolt son muy comunes en la actualidad en Hungría. Si bien durante la Edad Media y principios de la Edad Moderna no fue un nombre común, en los siglos XX y XXI se ha popularizado mucho, al igual que los nombres Attila, Csaba y Ákos.

## Familia y descendencia
Por la antigüedad de la época, y porque los húngaros no registraban por escrito sus sucesos, no existen registros de quién pudo haber sido su esposa (o esposas, puesto que eran polígamos en dichos tiempos), y cuántos hijos o hijas tuvo exactamente. Solamente se sabe que su descendiente más relevante fue:
- Taksony (c. 931-972), Gran Príncipe de Hungría (abuelo del rey San Esteban I de Hungría).

| Predecesor: Árpad | Príncipe de Hungría 907–947 | Sucesor: Falicsi |